# 1187

## Събития
Месец юни – Подписан е Ловешкия мирен договор между България и Византия. Клаузите му не са запазени в изворите, но на базата на последвалите събития те могат да бъдат възстановени:На първо място се признава възстановяването на българската държава от двамата търновски първенци Асен и Петър; На второ място като гаранция за мира император Исаак II Ангел изисква в Константинопол да бъде задържан като заложник най-малкият брат от Асеневци – Калоян.
- 2 октомври – Египетският султан Салах ад-Дин разбива кръстоносците при Йерусалим и превзема града.

## Родени
- 5 септември – Луи VIII, крал на Франция